# Microrégion de Xanxerê
La microrégion de Xanxerê est l’une des cinq microrégions qui subdivisent la région Ouest de l’État de Santa Catarina au Brésil.
Elle comporte dix-sept municipalités qui regroupaient 152 439 habitants après le recensement de 2010 pour une superficie totale de 4 806 km2.

## Municipalités
- Abelardo Luz
- Bom Jesus
- Coronel Martins
- Entre Rios
- Faxinal dos Guedes
- Galvão
- Ipuaçu
- Jupiá
- Lajeado Grande
- Marema
- Ouro Verde
- Passos Maia
- Ponte Serrada
- São Domingos
- Vargeão
- Xanxerê
- Xaxim